# أليكس فالنسيا
أليكس فالنسيا (بالبوكمول: Alex Valencia) هو لاعب كرة قدم نرويجي في مركز نصف الجناح، ولد في 22 سبتمبر 1979 في برغن في النرويج. شارك مع Norway national under-15 association football team ‏ ومنتخب النرويج تحت 17 سنة لكرة القدم ومنتخب النرويج تحت 19 سنة لكرة القدم ومنتخب النرويج تحت 21 سنة لكرة القدم ومنتخب النرويج لكرة القدم ومنتخب النرويج لكرة قدم الصالات. أما مع النوادي، فقد لعب مع آرهوس جمناستيك فورينينغ ونادي أود ونادي بران ونادي ستارت ونادي فريدريكستاد.

## وصلات خارجية
- أليكس فالنسيا على موقع اتحاد النرويج (النرويجية)
- أليكس فالنسيا على موقع قاعدة بيانات كرة القدم.إي يو (الإنجليزية)
- أليكس فالنسيا على موقع ناشيونال فوتبول تيمز (الإنجليزية)
- أليكس فالنسيا على موقع Soccerway.com (الإنجليزية)